# Spearhead Glacier
Spearhead Glacier är en glaciär i Kanada.   Den ligger i provinsen British Columbia, i den sydvästra delen av landet, 3 500 km väster om huvudstaden Ottawa. Spearhead Glacier ligger 2 130 meter över havet.
Terrängen runt Spearhead Glacier är huvudsakligen bergig, men den allra närmaste omgivningen är kuperad. Runt Spearhead Glacier är det glesbefolkat, med 19 invånare per kvadratkilometer.. Närmaste större samhälle är Whistler, 8,8 km väster om Spearhead Glacier. 
Trakten runt Spearhead Glacier är permanent täckt av is och snö.